# Liga für Demokratie
Die Liga für Demokratie (League for Democracy Party, LDP; khm. គណបក្ស សម្ព័ន្ធ ដើម្បី ប្រជាធិបតេយ្យ) ist eine kambodschanische Partei. Sie wurde am 15. Juli 2005 gegründet und am 26. Juni 2006 offiziell anerkannt und registriert. Parteiführer ist Khem Veasna, ein ehemaliges Mitglied der Sam-Rainsy-Partei. Erklärtes Ziel der Partei ist „eine Nation, in der wir alle gleichberechtigt als ihre Eigentümer leben“. Ihre Mission ist es, die „acht politischen Prinzipien“ der Partei durchzusetzen, um „die Macht der Regierung einzuschränken und den Bürgern die Macht zurückzugeben“.

## Geschichte
Die Liga für Demokratie (LDP) wurde am 15. Juli 2005 von einer kleinen Gruppe von Menschen gegründet, die ähnliche Ideen und Überzeugungen teilen, um Kambodschas soziale und politische Probleme zu lösen.
Die Gründer reichten das Gesuch zur Anerkennung der Partei in Übereinstimmung mit den Gesetzen zur Gründung von politischen Parteien ein. Die LDP wurde mit der Bekanntgabe 792 ប្រ. ក vom 26. Juni 2006 des Innenministeriums offiziell anerkannt, gegründet und registriert.
Der 1. ordentliche LDP-Kongress wurde am 6. November 2011 mit rund 2000 Teilnehmern gefeiert. Khem Veasna wurde zum Präsidenten der Partei gewählt.
Für den 2. ordentlichen Kongress der Partei kamen rund 5000 Anhänger in Phnom Penh zusammen. Khem Veasna wurde als Parteipräsident bestätigt.

## Politische Ausrichtung
Die Partei gilt als linksgerichtet, weil sie fordert, dass alle Kambodschaner vor dem Gesetze gleich sind, wie es im Parteiprogramm heißt: „Eine Nation, in der wir gleichberechtigt leben.“

„Das herrschende Establishment genießt seinen angenehmen Lebensstil über den Gesetzen, was in Kambodscha viele Probleme geschaffen hat, mit denen es heute konfrontiert ist. Die Hauptlösung für die Probleme ist, die Macht, die die Regierungspartei seit langem in ihren Händen hält, zu dezentralisieren. Damit soll die oberste Führung der Nation entlastet und sollen gleichzeitig neue Zuständigkeiten für die unteren Ebenen des Verwaltungssystems geschaffen werden. Diese sollen direkt vom Volk gewählt werden.“

Die acht politischen Prinzipien
Die acht von der Partei genannten politischen Prinzipien sollen „die Macht der Regierungen auf allen Ebenen reduzieren, einschränken und überwachen, wobei die Bürger durch ihre Einheit die Kontrolle über die Regierungen behalten“.
- Die Amtszeit des Premierministers soll auf zwei Amtszeiten zu fünf Jahren begrenzt werden. Dies verhindert eine Autoritarismus-, Despotismus- oder Totalitarismus-Regierung, die Ausbeutung, Korruption und Vetternwirtschaft verursacht, die die Gesellschaft stark beeinträchtigt und letztlich zu einem gescheiterten Staat führt.
- Premierminister und hochrangige Regierungsbeamte dürfen keine eigenen Sicherheitstruppen oder Leibgarden bilden. Die Bildung solcher Einheiten kann zu eigenständigen bewaffneten Gruppen und Machtkämpfen führen. Sie dienen daher nicht den Interessen der Bürger.
- Der Premierminister soll während seiner Amtszeit zeitweise im Regierungsgebäude residieren, das von der Regierung des Volkes zur Verfügung gestellt wird. Dies als Sicherheitsmaßnahme, um den Premierminister und seine nächsten Angehörigen während seines Dienstes an der Nation zu schützen.
- Bildung eines Verwaltungsgerichts.
- Die Rolle und die Funktion sowie die Beförderung von Generälen in Militär und Polizei sollen vom Parlament genehmigt werden.
- Regierungsbeamte müssen neutral sein.
- Auf allen Regierungsebenen (Gemeinde, Distrikt, Provinz) muss eine Volksvertretung oder ein Volksvertreter vorhanden sein. Diese Vertretung soll den Anliegen der Bevölkerung dienen.
- Mehrheitswahl für die Wahl der Parlamentsmitglieder.

## Wahlen

### Kommunalwahlen
Bei den Kommunalwahlen 2012 gewann die LDP acht Sitze, wenig im Vergleich mit den großen Parteien (CPP über 8000 Sitze, Norodom-Ranariddh-Partei immerhin noch 52 Sitze), aber beachtlich im Vergleich mit den andern kleinen Parteien, die alle höchstens einen Sitz erringen konnten.
Die Partei ist seit ihrer Gründung im Jahr 2005 stetig gewachsen und kandidierte für die Kommunalwahlen 2017 in 844 Gemeinden, mehr als der Hälfte der insgesamt 1646 Gemeinden, gewann allerdings nur noch vier Sitze.

### Nationale Wahlen
Die LDP kandidierte in den nationalen Wahlen 2008, 2013 und 2018. 2018 wurde sie drittstärkste Partei, konnte jedoch wie schon zuvor keinen Sitz gewinnen.
| Wahlen | Sitze | Stimmen | Anteil | Ergebnis                         | Wahlkampfleiter |
| ------ | ----- | ------- | ------ | -------------------------------- | --------------- |
| 2008   | 0/123 | 68.389  | 1,03 % | ▬ 0 Sitze; Nichtregierungspartei | Khem Veasna     |
| 2013   | 0/123 | 68.909  | 1,15 % | ▬ 0 Sitze; Nichtregierungspartei | Khem Veasna     |
| 2018   | 0/125 | 309.364 | 4,86 % | ▬ 0 Sitze; Nichtregierungspartei | Khem Veasna     |